# 물리우는토끼
물리우는토끼 또는 물리피카(Ochotona muliensis)는 우는토끼과에 속하는 포유류의 일종이다. 중국의 고유종이다. 자연 서식지는 온대 초원 지대이다. 서식지 감소로 멸종 위협을 받고 있다. 글로버우는토끼의 아종으로 간주하기도 한다.